# ران فوگ
ران فوگ (انگلیسی: Ron Fogg؛ ۳ ژوئن ۱۹۳۸ – November 2020 (aged 82)) بازیکن فوتبال اهل بریتانیا بود.
از باشگاه‌هایی که در آن بازی کرده‌است می‌توان به باشگاه فوتبال بدفورد تاون، باشگاه فوتبال دارتفورد، باشگاه فوتبال ویموث، باشگاه فوتبال ساوتند یونایتد، باشگاه فوتبال چلمزفورد سیتی، و باشگاه فوتبال هرفورد یونایتد اشاره کرد.